# Storia di Belgrado
Questa voce si riferisce alla storia di Belgrado, Serbia.
(Stefan Lazarević, Belgrado, 1420.)

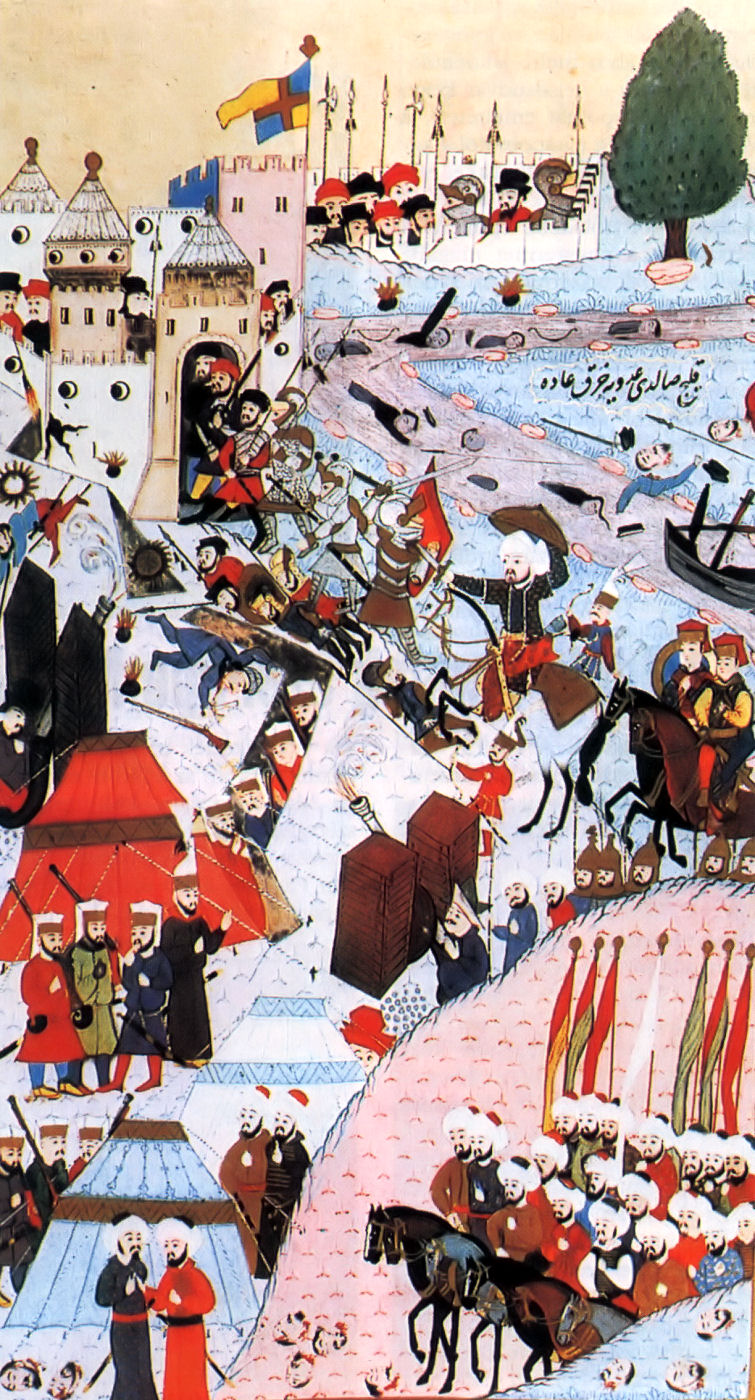
L'assedio di Belgrado del 1456: dipinto terminato nel 1584 dal famoso miniaturista turco Mohammed bey.

Le popolazioni neolitiche Starčevo e Vinča abitavano la zona di Belgrado e parte dell'Asia Minore sin dal 5000 a.C.. Una popolazione celtica, gli Scordisci, fondarono una città nel territorio in cui oggi sorge il centro storico di Belgrado, con il nome di Singidūn, prima di essere conquistata dai Romani e rinominata Singidunum nel I secolo a.C. 400 anni dopo, esattamente nel 395, la città divenne a far parte dell'Impero Bizantino.

## Medioevo
Singidunum fu invasa dagli Unni, dai Sarmati, dagli Ostrogoti e dagli Avari, prima che, nel 630, arrivassero gli Slavi. Furono proprio loro che rinominarono Singidunum in Belgrado ("città bianca"): infatti, la prima volta che è stato nominato il nome Beograd, fu nell'878, durante il regno dell'Impero Bizantino, il Regno d'Ungheria e il Primo Impero bulgaro. Per quattro secoli questi tre popoli si sono contesi Belgrado. Nel 1284, i Serbi conquistarono la città, che andò a far parte del Regno di Stefan Dragutin Nemanjić, il quale governò i suoi territori tra il 1276 e il 1282.
Nel 1371, quando finì la Battaglia di Marica, e nel 1389, quando finì la Battaglia di Kosovo Polje, l'Impero ottomano conquistò la parte meridionale dei territori serbi. I territori settentrionali rimasero comunque serbi, ed ebbero Belgrado come capitale. Stefan Lazarević, figlio del famoso generale serbo Stefan Lazar Hrebeljanović, fece costruire un castello, di cui oggi restano solo il muro occidentale e una torre. Egli fece anche costruire delle mura che rinchiudessero la città e che la difendessero dagli attacchi da parte dell'Impero ottomano. In questo periodo a Belgrado vivevano molte persone provenienti da tutta la Penisola Balcanica, e la sua popolazione era tra i 40.000 e i 50.000 abitanti.
Nel 1427, il successore di Stefan Lazarević, Đurađ Branković, fece ritornare Belgrado al Regno d'Ungheria, e la capitale fu spostata a Smederevo. Nel 1456 l'Impero ottomano conquistò nuovamente Belgrado sconfiggendo i Serbi in battaglia. Questi non si limitarono a conquistare Belgrado, ma continuarono a far guerra per conquistare tutta l'Europa centrale. Qui ebbe inizio il famoso assedio di Belgrado.

## La conquista turca

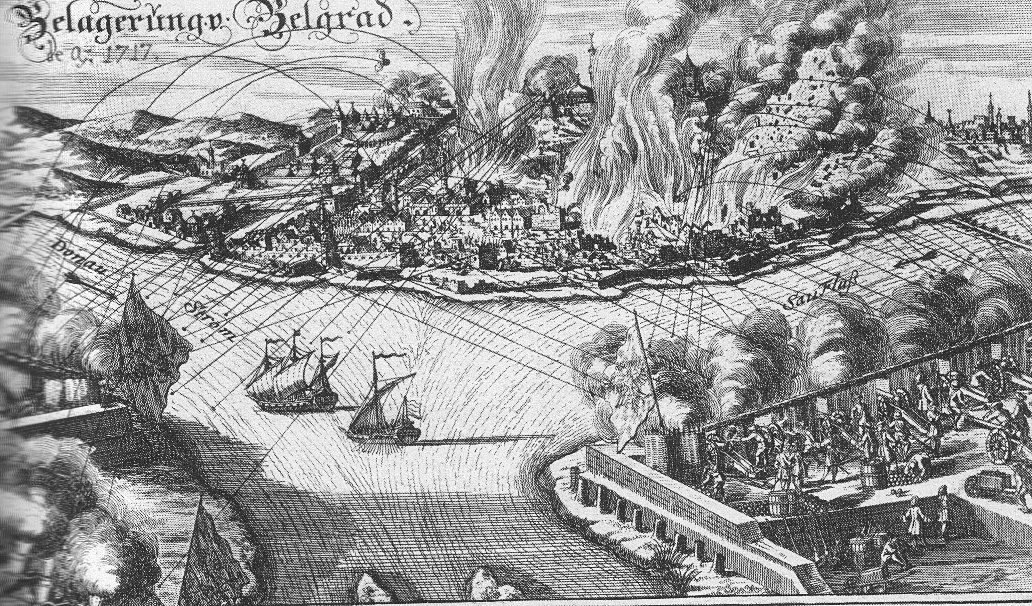
Conquista austriaca di Belgrado: 1717 da parte di Eugenio di Savoia, durante la Guerra austro-turca del 1716-1718

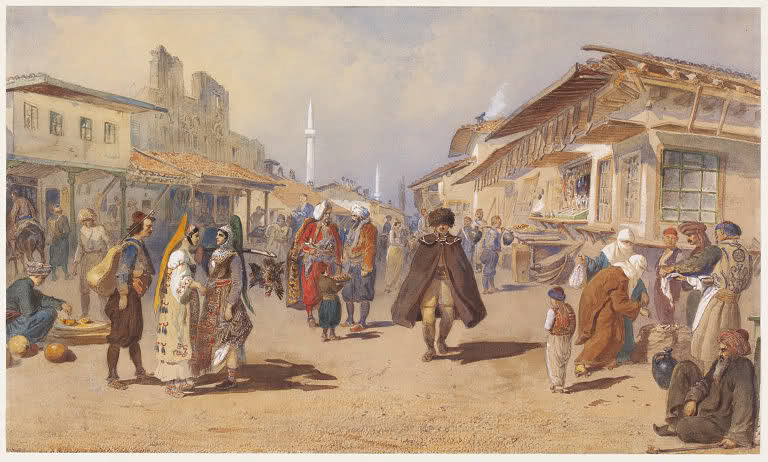
Belgrado ottomana nel 1865: dipinto di Carl Goebel

Il 28 agosto del 1521, la fortezza fu conquistata da Solimano il Magnifico, che faceva parte dell'Impero ottomano. A Belgrado vennero ad abitare persone da tutta l'Europa orientale: dalla Turchia, dall'Armenia, dalla Grecia, dalla Croazia e da molti altri luoghi, e seguirono 150 anni di pace. Nel XVII secolo la popolazione ammontava attorno ai 100.000 abitanti. Nella città di Belgrado furono costruite moschee in stile bizantino, quindi influenzato dall'oriente. Nel 1594, una rivolta serba contro la costruzione di architetture in stile bizantino nella città di Belgrado causò l'abbattimento di molte delle costruzioni di questo tipo, e molte icone religiose raffiguranti San Saba di Serbia. Recentemente fu costruito il tempio di San Saba in onore di questo evento.
Successivamente, Belgrado fu occupata dagli austriaci per tre periodi (1688-1690, 1717-1739, 1789-1791) e divenne capitale del rinato Regno di Serbia la cui Corona fu tenuta dagli Asburgo, e tra una conquista austriaca e l'altra, furono gli Ottomani a governare il territorio. Gli Asburgo, intanto, avevano conquistato le terre che oggi noi riconosciamo come Voivodina e Slavonia. Durante la Prima rivolta serba, che durò dall'8 gennaio 1806 al 1813, gli Ottomani riconquistarono la città. Nel 1817, durante la Seconda rivolta serba, Belgrado passò un periodo di indipendenza. Nel 1841, il principe Miloš Obrenović I spostò la capitale da Kragujevac a Belgrado.

## Dopo l'indipendenza
Dopo le guerre serbo-ottomane e l'indipendenza acquisita nel 1878, con l'integrazione nel Regno di Serbia del 1882, Belgrado divenne un importante nodo commerciale nella Penisola Balcanica, e per questo motivo si popolò molto rapidamente. Così, la gente di Belgrado abbandonò l'agricoltura per occuparsi di altri settori, e molta gente trovò lavoro come operaio per la costruzione della ferrovia per Niš, la seconda città per popolazione, che è stata capitale della Serbia negli inizi del XX secolo. Belgrado agli inizi del XX secolo aveva solo 69.100 abitanti. La città nel 1905 aveva 80.000 abitanti, e nel 1914, quando scoppiò la prima guerra mondiale, contava più di 100.000 abitanti (senza contare quelli di Zemun).
Le prime proiezioni dei Paesi della Penisola Balcanica sono avvenute nel 1896 a Belgrado a cura di Andre Carr, uno dei rappresentanti di Auguste e Louis Lumière. L'anno successivo fu proiettato un altro film, che però non ebbe molto successo.

## Prima guerra mondiale

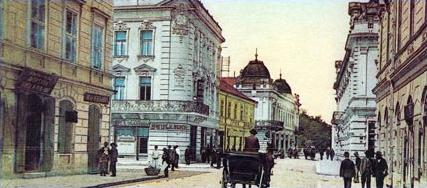
Belgrado agli inizi del XX secolo.

L'assassinio dell'arciduca Franz Ferdinand e di sua moglie Sofia, duchessa di Hohenberg, da parte di Gavrilo Princip, che avvenne il 28 giugno 1914, fu l'evento che scatenò la prima guerra mondiale. Molti dei reati che scatenarono la guerra avvenuti negli Stati della Penisola Balcanica ebbero luogo nell'area di Belgrado. La flotta austro-ungherese assediò Belgrado il 30 novembre 1914 sotto il comando del generale Oskar Pitiorek. Il 15 dicembre dello stesso anno la città fu resa alla Serbia, grazie al Maresciallo Radomir Putnik. Dopo una lunga guerra che distrusse buona parte degli edifici della città, Belgrado, tra il 6 ottobre e il 9 ottobre 1915 fu conquistata dai tedeschi, dagli austriaci e dagli ungheresi, sotto la supervisione del Maresciallo August von Mackensen. 
Il 5 novembre 1918 i francesi liberarono Belgrado, restituendola ai serbi, sotto il comando del Maresciallo Louis Franchet d'Esperey e del re Alessandro I di Jugoslavia. Dopo la guerra, Belgrado divenne la capitale del Regno di Jugoslavia nel 1929, che era popolato prevalentemente da sloveni, croati e serbi. L'area della città fu poi integrata nella Banovina, e Belgrado, insieme alle città di Zemun e Pančevo, formò una regione amministrativa autonoma.
Durante questo periodo, Belgrado si espanse da tutte le parti, la popolazione crebbe notevolmente, unendosi ai vicini sobborghi, tra i quali Zemun, modernizzandosi. Già nel 1931 la popolazione della città ammontava a 239.000 abitanti, e nel 1940 era composta da 320.000 residenti. La popolazione, dal 1921 al 1948, crebbe con una media annua del 4,08% di persone in più. Nel 1927 il primo aeroporto di Belgrado venne inaugurato e iniziò a programmare voli aerei, e nel 1929 venne inaugurata la radio cittadina. Il ponte di Pančevo fu costruito sul Danubio nel 1935.

## Seconda guerra mondiale
Il 25 marzo 1941 il Governatore Paolo Karađorđević firmò il patto tripartito, entrando nelle potenze dell'asse e facendo lo "sforzo" di non combattere nella seconda guerra mondiale. Questo causò un colpo di Stato a Belgrado, con le forze militari del generale Dušan Simović, il quale invitò Pietro II di Jugoslavia a far parte del suo esercito. Il 6 aprile 1941 la Luftwaffe (l'aeronautica militare tedesca) bombardò Belgrado, dove più di 2.500 persone furono uccise. La Jugoslavia fu successivamente invasa dagli italiani, dai tedeschi, dai bulgari e dagli ungheresi. Queste forze militari incorporarono Zemun e buona parte del territorio attualmente serbo-croato nello Stato Indipendente di Croazia, che era uno Stato fantoccio. Belgrado divenne parte di un altro Stato fantoccio, la Serbia di Nedić, il cui capo era il generale Milan Nedić.
Nell'estate del 1941, i tedeschi bombardarono Belgrado e sterminarono i cittadini, in particolare quelli ebrei, sotto il comando del generale Franz Böhme, il militare tedesco che in quel periodo governava la Serbia. Böhme prese questo incarico solo a scopo di sterminare la comunità ebrea di Belgrado.
Belgrado fu bombardata dai suoi alleati il 16 aprile 1944, uccidendo più di 1 500 persone. Sia gli alleati che i tedeschi bombardarono la Chiesa Ortodossa d'Oriente. La maggior parte della città rimase sotto il dominio dei tedeschi fino al 20 ottobre 1944, finché i partigiani della Jugoslavia e l'Armata Rossa liberarono la città. Il 29 novembre 1945 il Maresciallo Josip Broz Tito onorò Belgrado facendo di essa la capitale della nuova Repubblica Socialista Federale di Jugoslavia.
Dopo la seconda guerra mondiale, Belgrado tornò così capitale della Jugoslavia, diventando inoltre il maggiore centro industriale. Nel 1958 fu costruita la prima stazione televisiva della città. Nel 1961, una conferenza riguardante il Movimento dei Non-Allineati avvenne nella città durante la presidenza di Josip Broz Tito. Gli studenti nel 1964 protestarono contro di lui. Il litigio finì con la frase pronunciata da Tito: "Gli studenti hanno ragione!".

## Dagli anni novanta ad oggi
Il 9 marzo 1991, Vuk Drašković fece una protesta pubblicamente contro il Presidente serbo Slobodan Milošević. Secondo i giornalisti, per le strade ci furono 150.000 cittadini. Due persone furono uccise, 203 furono ferite e 108 furono arrestate dalla polizia per i pesanti commenti. Durante le proteste di Belgrado del 1996 e 1997, che iniziarono in novembre 1996 e finirono in febbraio 1997, la gente commentava sul Governo di quei tempi; questo portò a nuove elezioni. Altre proteste furono contro il sindaco di Belgrado, che però non apparteneva né alla Lega dei Comunisti di Jugoslavia, né al Partito Socialista di Serbia.
L'Operazione Allied Force, durante la Guerra del Kosovo, nel 1999, causò la distruzione di parte degli edifici della città di Belgrado. Tra tutti gli edifici che sono stati rasi al suolo a Belgrado, la ricetrasmittente della Radio Televisione Nazionale di Serbia, in cui i 16 tecnici al lavoro furono uccisi. Inoltre, furono bombardati l'Ušće e la torre televisiva di TV Avala.